# Lemoa
Lemoa è un comune spagnolo di 2 681 abitanti situato nella comunità autonoma dei Paesi Baschi.